# Seo Hyang-soon
Seo Hyang-soon (coreà: 서향순)  (Gwangju, 8 de juliol de 1967) és una ex-tiradora amb arc sud-coreana que va competir durant la dècada de 1980. Fou la primera sud-coreana en guanyar una medalla d'or als Jocs Olímpics.
El 1984 va prendre part en els Jocs Olímpics de Múnic, on va guanyar la medalla d'or en la prova individual del programa de tir amb arc. En el seu palmarès també destaquen una medalla de plata al Campionat del món de tir amb arc i dues d'or als Campionat d'Àsia de tir amb arc.
El 2004 marxà a viure als Estats Units, on exerceix d'entrenadora en la seva pròpia escola de tir amb arc a Irvine, Califòrnia. Està casada amb el judoka Park Kyung-ho.